# Сісешть
Сісешть, Сісешті (рум. Sisești) — село у повіті Мехедінць в Румунії. Входить до складу комуни Сісешть.
Село розташоване на відстані 260 км на захід від Бухареста, 21 км на північний схід від Дробета-Турну-Северина, 91 км на північний захід від Крайови.

## Населення
За даними перепису населення 2002 року у селі проживали 938 осіб, усі — румуни. Рідною мовою 937 осіб (99,9%) назвали румунську.